# Monumenta monodica medii aevi
Monumenta monodica medii aevi (MMMAe), eine musikalische Denkmälerreihe mit einstimmigen Gesängen des Mittelalters, ist eine musikgeschichtliche Edition historischer Musik, die im Bärenreiter-Verlag in Kassel u. a. erscheint. Die Denkmälerreihe wurde 1956 durch Bruno Stäblein (1895–1978) begründet. Ihr Anliegen ist es, „die einstimmige, liturgische wie profane, Musik des europäischen Mittelalters in wissenschaftlichen Editionen ihrer Melodien zugänglich zu machen“. Ihre Herausgeber sind Andreas Haug,  David Hiley, Karlheinz Schlager, Editionsleiter ist Martin Dippon. Das Institut für Musikforschung der Universität Würzburg gibt ebenfalls die Schriftenserie Monumenta monodica medii aevi. Subsidia (Kassel 1995 ff.) heraus.
Im Folgenden wird eine Übersicht zu	Titeln, Herausgebern und Erscheinungsjahr gegeben. Es erfolgte eine Aufteilung in einen Kritischen Bericht und einen Noten- und Textband, auch in Vorbereitung befindliche Titel wurden aufgeführt.

## Bände
- 1. Hymnen. Bruno Stäblein. 1956
- 2. Die Gesänge des altrömischen Graduale. Bruno Stäblein, Margareta Landwehr-Melnicki. 1970
- 3. Introitus-Tropen I. Günther Weiß. 1970
- 4. Missale Carnotense. David Hiley. 1992
- 5. Antiphonen im 1.–8. Modus. Lászlo Dobszay, Janka Szendrei. 1999
- 6. Spruchsang. Horst Brunner, Karl-Günther Hartmann. 2010
- 7. Alleluia-Melodien I. Karlheinz Schlager. 1968
- 8. Alleluia-Melodien II. Karlheinz Schlager. 1987
- 9. The Music of the Beneventan Rite. Thomas Forrest Kelly, Matthew Peattie. 2016[4]
- 10. Hymnen II. Carmen J. Gutierrez.
- 11. Trouvères-Melodien I. Hendrik van der Werf. 1977
- 12. Trouvères-Melodien II. Hendrik van der Werf. 1979
- 13. Das Repertoire der normanno-sizilischen Tropare: I. Die Sequenzen. David Hiley.	2001
- 19. Melodien zum Ite, missa est und ihre Tropen. William F. Eifrig, Andreas Pfisterer. 2006

### Subsidia
- 1. Troparia tardiva. Andreas Haug. 1995
- 2. Die liturgischen Musikhandschriften aus dem mittelalterlichen Patriarchat Aquileia. Raffaela Camilot-Oswald. 1997
- 3. Melodien aus mittelalterlichen Horaz-Handschriften. Silvia Wälli. 2002
- 4. Der lateinische Hymnus im Mittelalter. Andreas Haug, Christoph März, Lorenz Welker. 2004
- 5. Antike Verse in mittelalterlicher Vertonung. Gundela Bobeth. 2013
- 6. Ordinariums-Gesänge in Mitteleuropa. Gábor Kiss (Zsuzsa Czagány, Robert Klugseder). 2009
- 7. Sam Barrett: The Melodic Tradition of Boethius’ De consolatione philosophiae in the Middle Ages; Band 1: Text / Band 2: Transkriptionen und Kommentar 2013